# Liste der Auslandsvertretungen Antigua und Barbudas

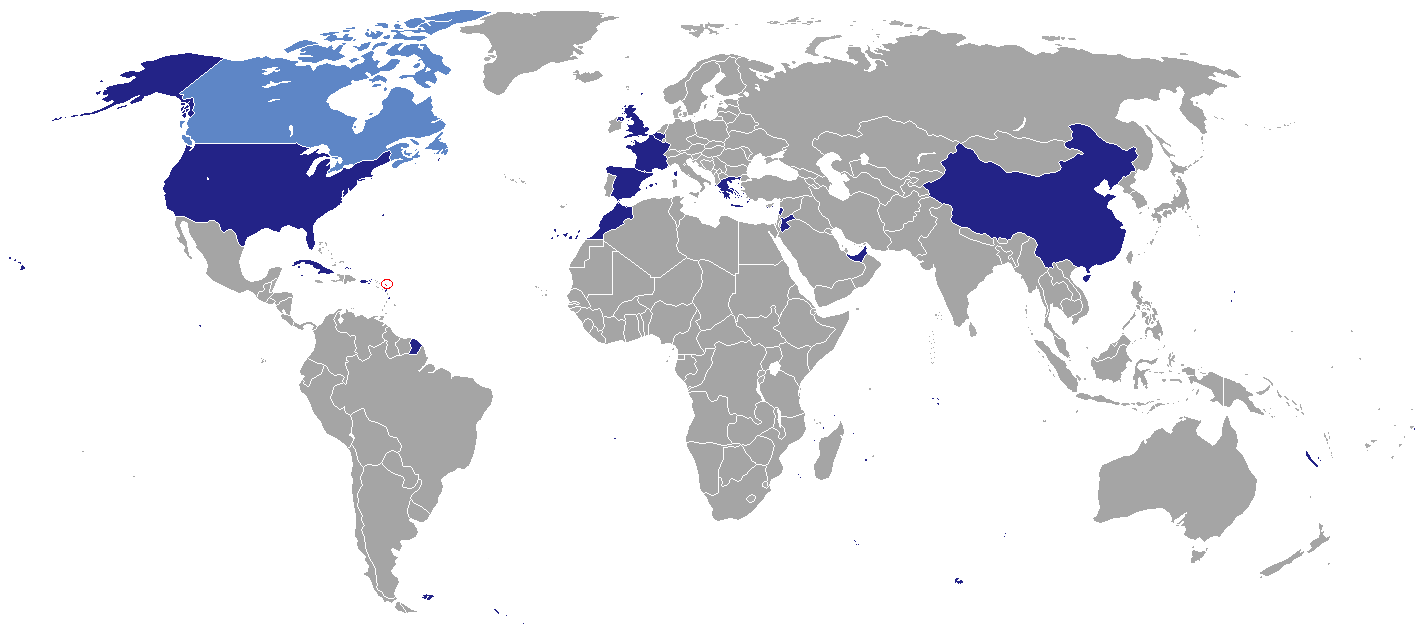
Standorte der diplomatischen Vertretungen Antigua und Barbudas

Dies ist eine Liste der diplomatischen und konsularischen Vertretungen Antigua und Barbudas.

## Diplomatische und konsularische Vertretungen

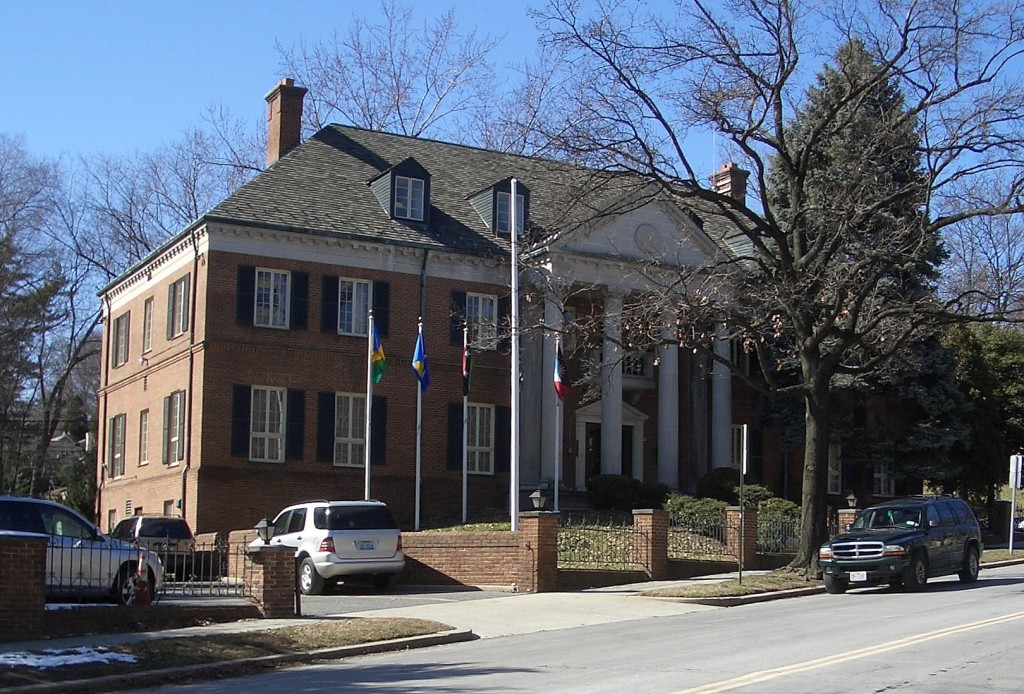
Botschaft Antigua und Barbudas in Washington, D.C.

### Asien
- Jordanien: Amman, Botschaft[2]
- Libanon: Beirut, Botschaft

### Amerika
- Kanada: Toronto, Generalkonsulat
- Kuba: Havanna, Botschaft
- Vereinigte Staaten: Washington, D.C., Botschaft
- Vereinigte Staaten: Miami, Generalkonsulat
- Vereinigte Staaten: New York, Generalkonsulat

### Europa
- Griechenland: Athen, Botschaft
- Spanien: Madrid, Botschaft
- Vereinigtes Königreich: London, Hohe Kommission

## Vertretungen bei internationalen Organisationen
- Vereinte Nationen: New York, Ständige Mission
- OAS: Washington, D.C., Ständige Mission